# Silent Shout: An Audio Visual Experience
Silent Shout: An Audio Visual Experience is een live-dvd van het Zweedse muziekduo The Knife.

## Geschiedenis
De dvd werd opgenomen op 12 april 2006 van het concert de Trädgår'n in Göteborg, Zweden. Hij werd uitgebracht in Zweden op 10 november 2006 onder The Knife's eigen label, Rabid Records.
De dvd bevat een 5.1 surroundsound-versie van het concert (met visuele effecten van Andreas Nilsson) en elf muziekvideo's. The Knife's korte film, When I Found the Knife staat ook op de dvd.

## Dvd-tracklist

### Concert
1. "Pass This On" – 5:42
2. "The Captain" – 6:12
3. "We Share Our Mothers' Health" – 4:22
4. "You Make Me Like Charity" – 4:23
5. "Marble House" – 4:58
6. "Forest Families" – 4:17
7. "Kino" – 5:06
8. "Heartbeats" – 4:24
9. "Silent Shout" – 5:19
10. "From Off to On" – 5:35

### Extra's
Muziekvideo's:
1. "N.Y. Hotel"
2. "Heartbeats"
3. "You Take My Breath Away" (versie 1)
4. "Pass This On"
5. "Handy-Man"
6. "You Take My Breath Away" (versie 2)
7. "Silent Shout"
8. "Marble House" (originele Björn Renner-video)
9. "We Share Our Mothers' Health"
10. "Like a Pen"
11. "Marble House" (niet-uitgebrachte Chris Hopewell-video)

Korte film:
1. When I Found the Knife (2004)